# Littlehampton
Littlehampton este un oraș și o stațiune litorală în comitatul West Sussex, regiunea South East England, Anglia. Orașul aparține districtului Arun a cărui reședință este.